# Cecilia Todd
Cecilia Todd Vallenilla (sinh ngày 4 tháng 3 năm 1951 tại Caracas, Venezuela) là một ca sĩ và người chơi cuatro.